# Ô phát
Ô phát hay còn gọi ô phát tơ (danh pháp khoa học: Cinnamomum sericans) là loài thực vật có hoa trong họ Nguyệt quế. Loài này được Hance miêu tả khoa học đầu tiên năm 1877.